# Dik-dikantiloper
Dik-dikantiloper (Madoqua) är ett släkte av små, graciösa och finlemmade djur som tillhör familjen dvärgantiloper eller gasellantiloper som de också kallas. Honan hos dik-dikarna är ovanligt nog större än hanen. De har stora öron, långa halsar och ofta en hårtuss på huvudet. Mycket små horn, mellan 3 och 7 centimeter långa och små svansar. Den största av arterna är Kirks dik-dik och den kan komma upp i en vikt på ungefär 7 kilogram och ha en mankhöjd på runt 45 centimeter. Pälsfärgen är på ovansidan gulgrå till rödbrun och ljusgrå till vit på buken.
Man hittar dik-dikarna främst i östra Afrika där de håller till på träd- och busksavanner. De är djur som behöver bra skydd emot rovdjur så de brukar inte ofta bege sig ut på de öppna savannerna. Deras diet består av skott, knoppar, blad och blommor samt sällan gräs. De lever i par med ett revir på 5 till 20 hektar. Reviret markeras av hanar och honor men försvaras endast av hanen. Namnet dik-dik kommer från individernas läte när de flyr.
Fortplantningssättet är främst känt från Kirks dik-dik. (se motsvarande artikel)

## Släkte och arter
Dik-dikantiloperna består ut av ett släkte och fyra arter, med ett antal underarter.
- Släkte: Madoqua
  - Salts dik-dik M.sattiana
    - M.s.phillipsi

  - M. piacentinii
  - Kirks dik-dik M.kirki
  - Günters dik-dik M.guentheri